# Старата гвардия (филм, 2016)
„Старата гвардия“ (на английски: Dad's Army) е британска военна комедия от 2016 година, базиран на едноименния сериал от BBC, по идея на Джими Пери и Дейвид Крофт. Режисиран е от Оливър Паркър, а историята се развива през 1944 г., след като развитието на събитията в сериала.
Филмът излиза на екран от 5 февруари 2016 г. във Великобритания от Universal Pictures, а на 13 юни 2016 г. е издаден за първи път на DVD и Blu-ray във Великобритания.

## В България
В България първоначално е издаден на DVD със субтитри от A+Films на 6 юни 2016 г.
На 7 октомври 2019 г. филмът е излъчен по bTV Cinema с български дублаж. Дублажът е на студио VMS. Екипът се състои от:
| Озвучаващи артисти  | Ани Василева Радослав Рачев Станислав Пищалов Стефан Димитриев Иван Танев |
| Преводач            | Константин Николов                                                        |
| Тонрежисьор         | Венелин Николов                                                           |
| Режисьор на дублажа | Веселина Стоилова                                                         |